# ミリアム・シュタイネル
ミリアム＝オリヴィア・シュタイネル（ドイツ語: Miriam-Olivia Steinel, 1982年11月14日 - ）は、西ドイツ出身の女性、ドイツのアイスダンス選手。パートナーはウラジミール・ツヴェトコフなど。
2002-2003ISUグランプリシリーズ出場。2001年、2002年ISUジュニアグランプリファイナル3位。

## 経歴
バイエルン州のバート・アイブリングに生まれ、母親の勧めで6歳のときにスケートを始める。当初女子シングル選手として活動するが、転倒を機にアイスダンスに転向。ダニエル・リーデルバウフとのカップルを経て、1997年11月にウラジミール・ツヴェトコフとカップルを結成する。
1999-2000年シーズンからISUジュニアグランプリに参戦し、翌2000-2001年シーズンにはJGPブラオエン・シュベルター杯とJGPメキシコ杯で2位、初進出のJGPファイナルでは3位となり頭角を現す。2000-2001年シーズンにはJGPSBC杯でISUジュニアグランプリ初優勝を飾り、2年連続の出場となったJGPファイナルでは3位となる。
2002-2003年シーズンからシニアクラスに昇級しISUグランプリシリーズに参戦。ドイツフィギュアスケート選手権では2位となるなどの成績を上げるが、シーズン終了後にカップルを解消し引退した。

## 主な戦績
| 大会/年              | 1999-00 | 2000-01 | 2001-02 | 2002-03 |
| -------------------- | ------- | ------- | ------- | ------- |
| ドイツ選手権         |         |         |         | 2       |
| GPラリック杯         |         |         |         | 7       |
| GPボフロスト杯       |         |         |         | 6       |
| 世界Jr.選手権        |         | 5       | 4       |         |
| JGPファイナル        |         | 3       | 3       |         |
| JGPSBC杯             |         |         | 1       |         |
| JGPハーグ            |         |         | 3       |         |
| JGP B.シュベルター杯 |         | 2       |         |         |
| JGPメキシコ杯        |         | 2       |         |         |
| JGPチェコスケート    | 6       |         |         |         |
| JGPクロアチア杯      | 4       |         |         |         |

### 詳細
| 2002-2003 シーズン  |                                                          |    |    |    |      |
| 開催日              | 大会名                                                   | CD | OD | FD | 結果 |
| 2002年11月14日-17日 | ISUグランプリシリーズ ラリック杯（パリ）                 | 7  | 7  | 7  | 7    |
| 2002年11月8日-10日  | ISUグランプリシリーズ ボフロスト杯（ゲルゼンキルヒェン） | 6  | 6  | 6  | 6    |